# Стремя (узел)
Стре́мя в альпинизме (англ. Clove Hitch) — тормозящий вспомогательный узел, который завязывают основной альпинистской верёвкой на карабине, обеспечивая тем самым самостраховку. Также используют для создания петли для ступни ноги при подъёме по верёвке в технике «грудь-нога», отчего и приобрёл название «стремя» по сходству с конским стременем. Узел часто используют в альпинизме. Также может быть применён в спасательных работах для торможения верёвки и для самостраховки. Преимущество использования узла «стремя» в самостраховке — возможность быстрого и лёгкого регулирования длины.
Отличие альпинистского тормозящего узла «стремя» от морского схватывающего «выбленочного» узла в том, что в альпинизме узел «стремя» завязывают всегда серединой верёвки. В морском «выбленочном» узле оба конца троса — одинаково натянуты и выходят с противоположных сторон узла. В альпинистском узле «стремя» — натянут лишь один конец верёвки и оба конца — направлены в одну сторону (вниз).

## Способ завязывания

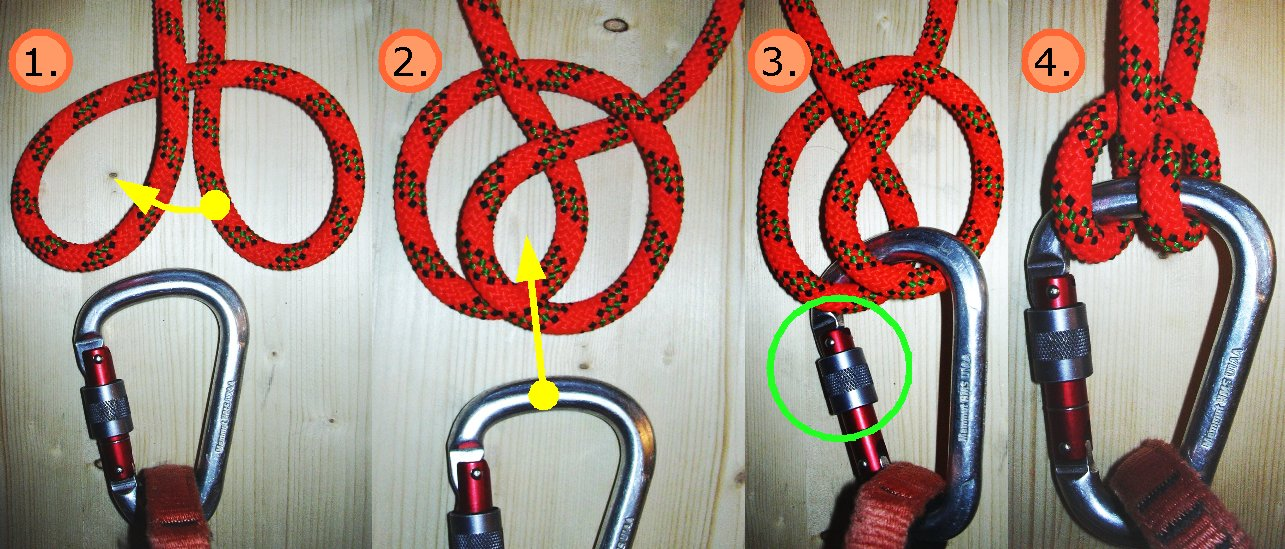
один из способов завязывания узла «стремя» в альпинизме

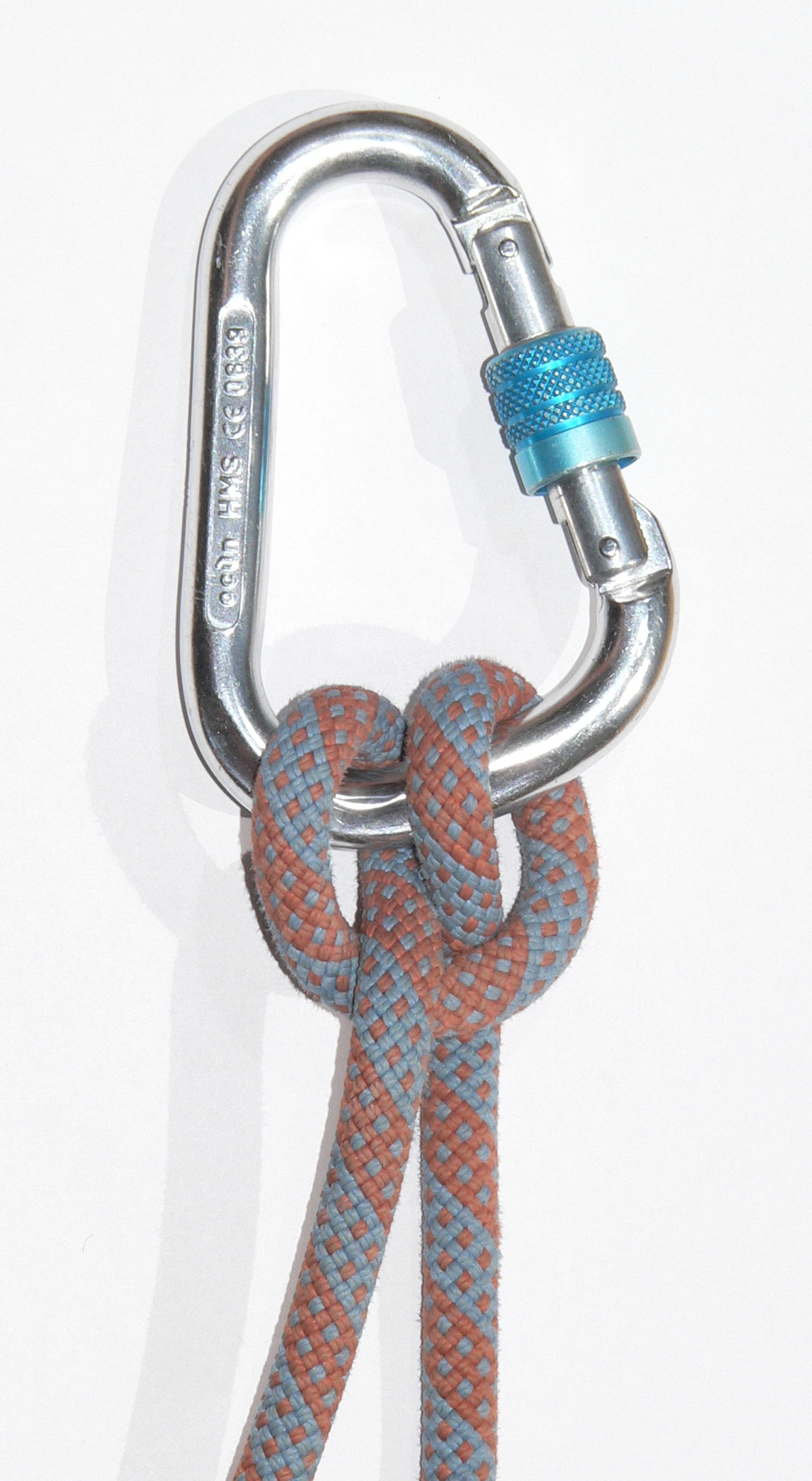
в альпинизме — узел «стремя», завязанный серединой основной альпинистской верёвки на карабине (HMS)

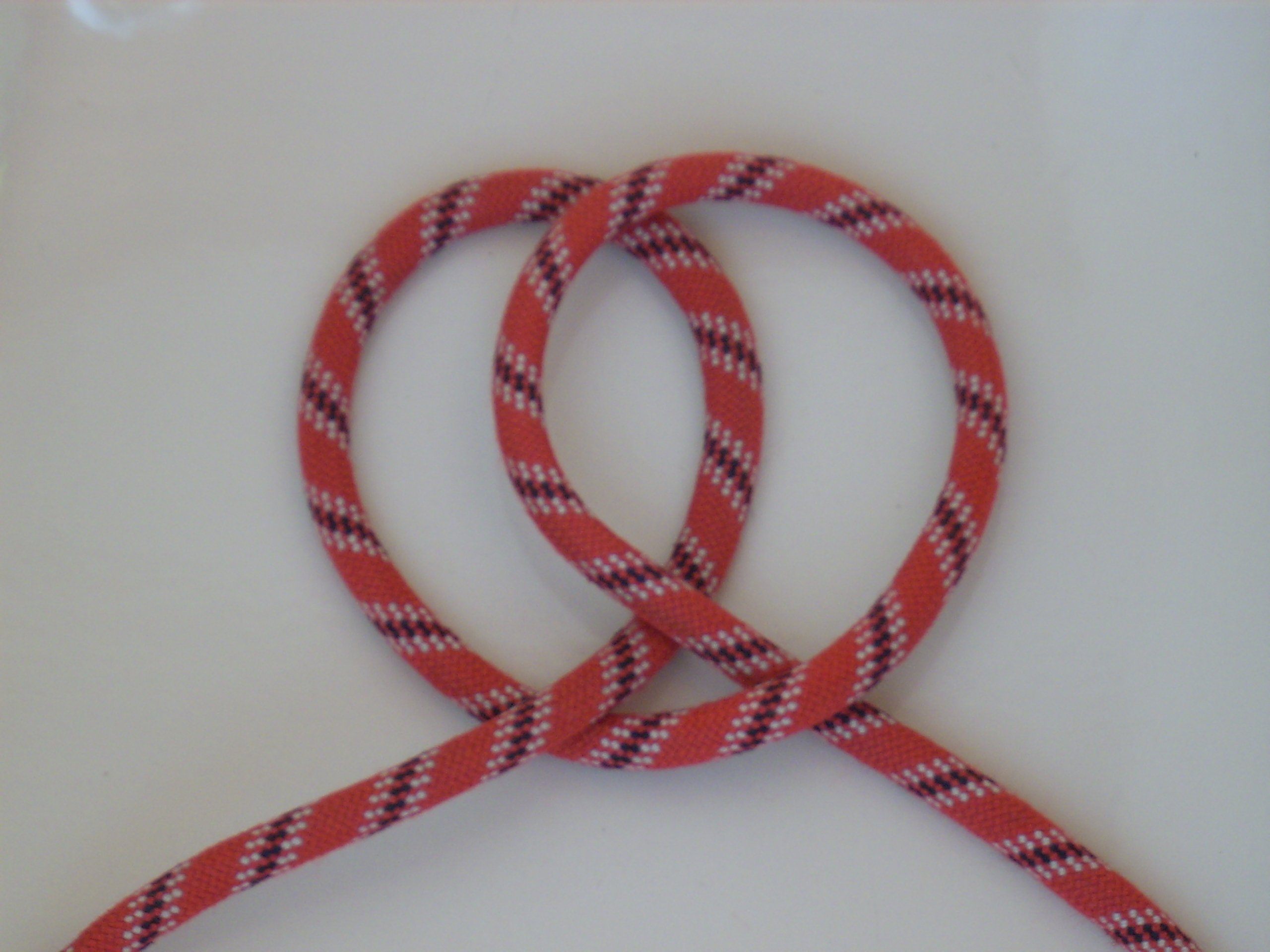
узел «стремя» без опоры

Существуют 2 способа завязывания альпинистского узла «стремя»:
- Серединой верёвки на карабин в 2 этапа завязывания — колы́шку в одну сторону на карабин, колышку в другую сторону на карабин (можно завязывать одной рукой, держась другой рукой за что-либо)
- Без опоры формируют стремя двумя руками серединой верёвки и вщёлкивают в карабин

Ошибки при завязывании
- В результате ошибки завязывания вместо стремени может получиться узел UIAA

## Признаки
Плюсы
- Узел — прост
- Может быть завязан одной рукой
- Узел позволяет легко и быстро регулировать длину верёвки
- Легко развязывать после большой нагрузки (или рывка)
- Узел завязывают серединой верёвки, чем обеспечивают надёжную страховку (нет необходимости в контрольном узле)

Минусы
- Узел «ползёт» под нагрузкой
- Легко ошибиться при завязывании

## Применение
В альпинизме

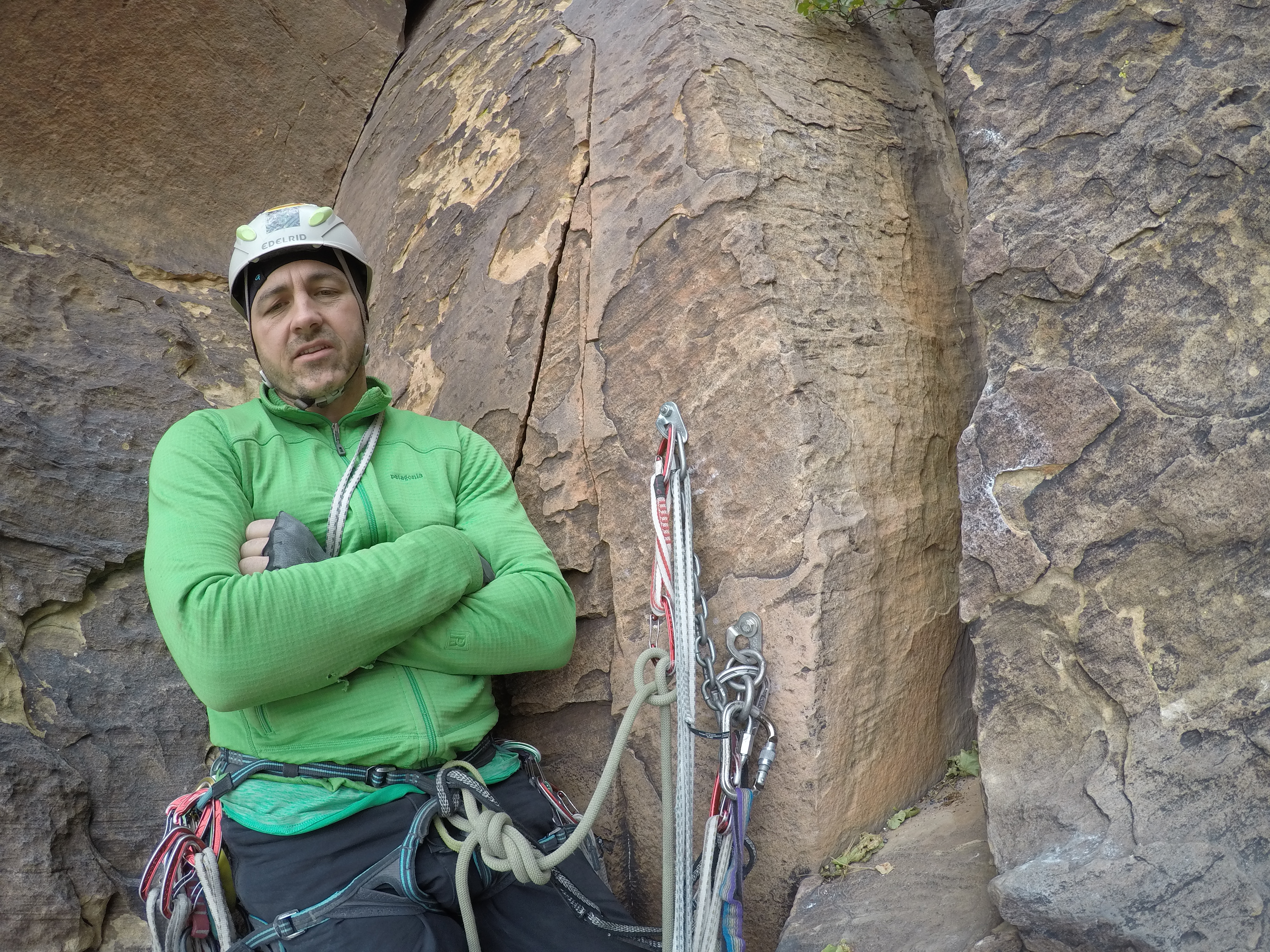
альпинист на самостраховке на станции узлом «стремя» основной (динамической) верёвкой

- Введён в использование в альпинизме для опоры ног при вылезании из ледовой трещины по закреплённой верёвке[9][10][11]
- Сейчас чаще используют для самостраховки[13][14] — закрепление верёвки на станции
- Узел «стремя» используют как тормозящий верёвку узел[18]
- Для вязания носилок[19]